# Good Times (Chic)
Good Times è una canzone composta nel 1979 da Bernard Edwards e Nile Rodgers, estratta come singolo dall'album Risqué, registrato dalla band di questi ultimi, gli Chic. Fu un enorme successo e nel mese di agosto dello stesso anno, divenne il secondo del gruppo numero ad arrivare al numero uno sia nella Billboard Hot 100 e sia nella classifica dei singoli soul. Insieme alle tracce My Forbidden Lover e My Feet Keep Dancing, il pezzo raggiunse la posizione numero tre delle classifiche dance.
Il singolo è diventato uno dei brani più campionati nella storia della musica, in particolare da musicisti rap e hip-hop. La rivista Billboard lo ha anche denominato come la canzone R&B più bella del 1979, mentre Rolling Stone l'ha posto alla posizione 229 della lista dei 500 migliori brani di tutti i tempi.

## Struttura e testo
La struttura di Good Times è estremamente semplice e si basa sul basilare scambio di ritornello-strofa. Sono assenti assoli di qualsivoglia strumento e le uniche parti della composizione in cui è assente la voce sono l'inizio e la fine che riprendono la base del ritornello.
I testi sono in gran parte basati sul lavoro di Milton Ager Happy Days Are Here Again e sulla base dei versi della canzone About a Quarter to Nine resa famosa da Al Jolson. Nile Rodgers ha dichiarato che queste liriche dell'era della grande depressione sono state utilizzate in modo ermetico come critica alla depressione economica allora in corso negli Stati Uniti.

## Tracce
Atlantic 7" 3584, June 4, 1979
- A. "Good Times" (7" Edit) - 3:24
- B. "A Warm Summernight" - 6:08

Atlantic 12" DK 4801, 1979
- A. "Good Times" - 8:13
- B. "A Warm Summernight" - 6:08

Atlantic promo 12" DSKO 192, 1979
- A. "Good Times" - 8:13
- B. "Good Times" (7" Edit) - 3:24

## Classifica
| Classifica (1979)                                   | Posizione |
| --------------------------------------------------- | --------- |
| Stati Uniti Billboard Hot 100                       | 1         |
| Stati Uniti Billboard Hot Adult Contemporary Tracks | 26        |
| Stati Uniti Billboard Hot Dance Club Play           | 3         |
| Stati Uniti Billboard Hot R&B/Hip-Hop Songs         | 1         |
| UK Singles Chart                                    | 5         |

## Canzoni che hanno campionatoGood Times
Alla fine del 1979 Debbie Harry chiese a Nile Rodgers di unirsi a lei con Chris Stein a suonare diversi pezzi in un evento hip hop in uno spazio comune assunto da giovani ragazzi e adolescenti che avrebbero ballato la break dance con uno stereo Ghetto Blaster. Il pezzo principale della musica che avrebbe utilizzato per ballare la break dance sarebbe stato proprio una sezione di Good Times. 
Poche settimane dopo, Blondie, The Clash, e gli Chic stavano suonando in un concerto a New York nel nightclub Bonds. Quando Chic iniziarono ad eseguire Good Times, il rapper Fab Five Freddy e i membri della Sugarhill Gang saltarono sul palco e iniziarono a fare rap freestyle con la band. Rodgers ha permesso loro di "fare le loro improvvisazioni da poeti, tanto come vorrei suonare la chitarra con un principe."
Ancora poco tempo dopo Rodgers era sulla pista da ballo del club LaViticus sempre a New York quando improvvisamente sentì il D.J. che metteva una canzone che iniziava con la stessa linea di basso di Good Times. Gli si avvicinò e gli chiese che canzone fosse ed egli gli rispose che essa proveniva da un LP che aveva comprato ad Harlem. Il pezzo in questione non era altro che una prima versione di Rapper's Delight degli The Sugarhill Gang. Rodgers e Edwards minacciarono la band con un'azione legale, che però si risolse con un compromesso, il quale prevedeva l'accredito della canzone ai due musicisti.
Negli Stati Uniti Rapper's Delight non riuscì ad eguagliare il successo di Good Times (numero 36 nella Billboard e 4 nelle classifiche R&B americane), ma ha contribuito a diffondere la celebre bassline e da quel momento quest'ultimo brano venne campionato da moltissimi artisti, diventando il pezzo più campionato della storia. Rodgers ed Edwards acconsentirono all'uso della loro composizione chiedendo però di venire accreditati come coautori delle canzoni che prevedevano il campionamento.
Comunque sia, nei suoi ultimi concerti, Nile suole suonare Good Times in un medley insieme a Rapper's Delight.

### Lista delle canzoni che contengono campionamenti daGood Times
- Bounce, Rock, Skate, Roll dei Vaughan Mason & Crew (Bounce, Rock, Skate, Roll, 1979)
- Rapper's Delight dei The Sugarhill Gang (Sugarhill Gang, 1979)
- Another One Bites the Dust dei Queen (The Game, 1980)
- Try It Out di Gino Soccio (Closer, 1981)
- The Adventures of Grandmaster Flash on the Wheels of Steel di Grandmaster Flash (1981)
- Wikka Wrap, dei The Evasions (1981)[7]
- Puttin' on the Ritz di Taco (After Eight, 1982)
- Wot di Captain Sensible (Women and Captains First, 1982)
- Wat di Willem (1983)
- Happy Just To Be With You di Michelle Gayle (Michelle Gayle, 1995)
- Around the World dei Daft Punk (Homework, 1997)
- On & On di Proper Dos (Heat, 1998)
- Hot Hot Hot!!! dei The Cure (Kiss Me, Kiss Me, Kiss Me, 1987)
- Wham Rap! (Enjoy What You Do) degli Wham! (Fantastic, 1983)
- Everything's Gonna Be Alright di Father MC
- Triple Trouble dei Beastie Boys (To the 5 Boroughs, 2004)
- Doowutchyalike dei Digital Underground (Sex Packets, 1990)
- Rapture di Blondie (Autoamerican, 1980)
- The Reverend dei DJ Jazzy Jeff & The Fresh Prince
- Just The Two Of Us dei Chubb Rock (The One, 1991)
- 13 And Good dei Boogie Down Productions (Sex and Violence, 1992)
- 2345meia78 di Gabriel o Pensador
- 1, 2, 3, 4 (Sumpin' New) di Coolio (Gangsta's Paradise, 1996)
- Made It Back 99 di Beverley Knight (Prodigal Sista, 1999)
- She Wolf di Shakira (She Wolf, 2009)
- Give Life Back to Music dei Daft Punk (Random Access Memories, 2013)
- Point of No Return degli Imagination (Scandalous, 1983)
- Say So di Doja Cat (Hot Pink, 2019)